# Черныши (Нейковское сельское поселение)
Черныши — деревня в Краснинском районе Смоленской области России. Входит в состав Нейковского сельского поселения. Население — 16 жителей (2007 год). 

## География
Расположена в западной части области в 18 км к западу от Красного, в 16 км южнее автодороги М1 «Беларусь», на берегу реки Мерея. В 15 км северо-восточнее деревни расположена железнодорожная станция О.п. 478-й км на линии Москва — Минск.

## История
В «Списке населённых мест Смоленской губернии по сведениям 1859 г.» в деревне 11 дворов, и 127 человек населения — 61 мужчина и 66 женщин.
В годы Великой Отечественной войны деревня была оккупирована немецкими войсками в июле 1941 года, освобождена в сентябре 1943 года. 